# Калінкі
Калінкі (пол. Kalinki) — село в Польщі, у гміні Масловиці Радомщанського повіту Лодзинського воєводства.
Населення — 176 осіб (2011).
У 1975-1998 роках село належало до Пйотрковського воєводства.

## Демографія
Демографічна структура станом на 31 березня 2011 року:
|          | Загалом | Допрацездатний вік | Працездатний вік | Постпрацездатний вік |
| -------- | ------- | ------------------ | ---------------- | -------------------- |
| Чоловіки | 87      | 23                 | 49               | 15                   |
| Жінки    | 89      | 19                 | 43               | 27                   |
| Разом    | 176     | 42                 | 92               | 42                   |